# Deutscher Verlag der Wissenschaften
VEB Deutscher Verlag der Wissenschaften (DVW) est une maison d'édition spécialisée dans l'édition d'ouvrages scientifiques — plus spécifiquement mathématiques — et scolaires qui était établie en République démocratique allemande (RDA).

## Historique
Deutscher Verlag der Wissenschaften est fondé le 1er janvier 1954, succédant au département de littérature universitaire des éditions Volk und Wissen, comme société d'État sous la forme Volkseigener Betrieb dont le siège social est à Berlin. Les dix premières années, 780 nouvelles publications paraissent, totalisant quelque 3,7 millions d'exemplaires.
Quoique plus d'un tiers de la production soit écoulée dans les pays occidentaux, l'éditeur a travaillé à perte. Ainsi en 1988, avec un chiffre d'affaires de 8,4 millions de marks de la RDA, une perte de 1,3 million de marks est comptabilisée.
Le 30 juin 1990, la maison d'édition devient société anonyme qui met en œuvre un programme d'austérité. En octobre 1991, la maison d'édition est vendue au groupe d'édition Hüthig Jehle Rehm (de) d'Heidelberg, et certaines parties du programme d'édition en sciences sociales sont transférées chez d'autres éditeurs. En février 1992, l'activité d'édition est abandonnée. La société est mise en liquidation en 1995.

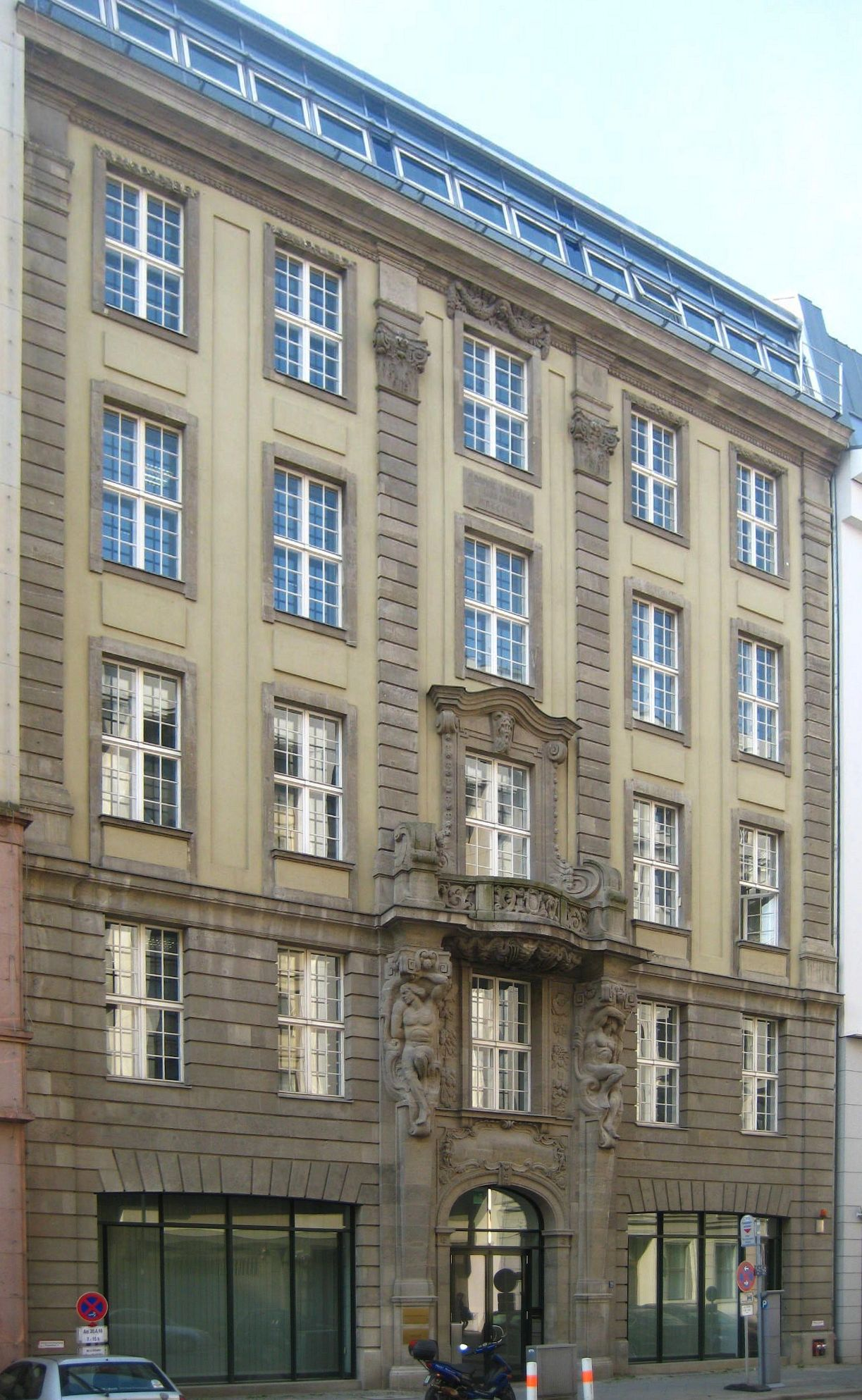
Berlin-Mitte, Taubenstrasse 10,

## Le siège berlinois
Le siège de la maison d'édition était situé à Berlin-Mitte dans le bâtiment de l'ancienne brasserie Patzenhofer (de).